# Karshomyia abnormis
Karshomyia abnormis är en tvåvingeart som först beskrevs av Boris Mamaev 1961.  Karshomyia abnormis ingår i släktet Karshomyia och familjen gallmyggor. Inga underarter finns listade i Catalogue of Life.